# Atomaria caseyi
Atomaria caseyi is een keversoort uit de familie harige schimmelkevers (Cryptophagidae). De wetenschappelijke naam van de soort werd in 1916 gepubliceerd door Antoine Henri Grouvelle.